# Polymitia
Polymitia is een geslacht van vlinders uit de familie mineermotten (Gracillariidae).
Het geslacht omvat volgende soorten:
- Polymitia eximipalpella (Gerasimov, 1930)
- Polymitia laristana Triberti, 1986